# Phyllobranchillus viridis
Phyllobranchillus viridis är en snäckart som först beskrevs av Gérard Paul Deshayes 1857.  Phyllobranchillus viridis ingår i släktet Phyllobranchillus och familjen Caliphyllidae. Inga underarter finns listade i Catalogue of Life.